# Jan Křesadlo
Václav Jaroslav Karel Pinkava, píšící pod pseudonymem Jan Křesadlo (9. prosince 1926 Praha – 13. srpna 1995 Colchester), byl český spisovatel, básník, psycholog a polyhistor.

## Životopis
Po středoškolském studiu na Benešově gymnáziu v Praze, ze kterého byl za protektorátu dočasně vyloučen za zesměšňování němčiny, studoval na obchodní akademii a po návratu na gymnázium v roce 1945 maturoval (1947) s vyznamenáním z řečtiny. Začal studovat na Filozofické fakultě UK anglistiku, ale roku 1949 mu bylo studium znemožněno, když byl v rámci politických studijních prověrek vyšetřován a souzen za údajnou přípravu ozbrojeného povstání. Pro nedostatek důkazů byl osvobozen soudy tří instancí po dvojím odvolání prokurátora. Byl však jakožto „třídní nepřítel“ vyloučen ze studií. Po tříletém období coby pomocný dělník na pstruhové farmě v Liběchově a po vojenské službě jako prostý vojín u Domažlic pokračoval v roce 1952 ve studiu psychologie na FF UK, kde promoval v roce 1954. V témže roce mu zemřela matka. Oženil se v roce 1957. Začal pracovat jako klinický psycholog v ambulanci pro sexuální deviace U Apolináře. Roku 1968 získal doktorát.
Byl členem poloilegálního uměleckého sdružení SPOMAKO (Spojené malostranské kostely), kde působil ve společnosti dirigenta Josefa Hercla, shakespearovského překladatele Břetislava Hodka, Václava Vytvara, Otto Alberta Tichého, dómského varhaníka u sv. Víta Ottoo Nováka a dalších.
Po srpnové invazi do Československa emigroval do Británie se svou ženou a čtyřmi dětmi. Pracoval jako klinický psycholog, vedoucí oddělení. Po předčasném odchodu do důchodu v roce 1982 se naplno věnoval umělecké tvorbě. Za svou prvotinu, román Mrchopěvci, kterou vydalo nakladatelství '68 publishers, obdržel cenu Egona Hostovského.
Svůj pseudonym si vybral částečně i proto, že ve svém občanském jménu postrádal ryze české ř. Pseudonymy měl v oblibě, například přesmyčkový Jake Rolands (autor rodokapsu), dále J. K. Klement (překladatel), Juraj Hron (slovácký autor), Ferdinand Lučovický z Lučovic a na Suchým dole (skladatel), Kamil Troud (ilustrátor), a další.
Skládal hudbu, složil mimo jiné Glagolskou mši. Mimo uměleckou činnost a svůj občanský obor úspěšně publikoval v matematické logice, kde vynalezl celou třídu vícehodnotových logik.
Coby tzv. renesanční muž, polyhistor, rád si kladl náročné překážky a úkoly. Se svou dcerou přeložil do angličtiny Seifertův Věnec sonetů a k tomu si dopřál i vlastní polemický Vzdorověnec.
Vydal sbírku básní v sedmi jazycích, nazvanou Sedmihlásek. Celkem napsal přes sto sonetů (včetně několika sonetových věnců).
Následující ukázka je pro Křesadla typická, má bizarní a pitvorné téma a vtipně kombinuje klinickou zkušenost psychologa s erudicí přírodovědce a znalce filosofie (téma transmigrace duše mezi člověkem a psem nastolil již Pythagoras, což zde kontrastuje s ironickou narážkou na materialistického filosofa Thomase Hobbse):
Kouzelný zákrok
(památce Edwarda Leara)
Kulhavě kráčí soudruh Hobsa,
na hlavě klobouk cylindřitý:
V předtuše příští kalamity
svou duši začaroval do psa
stylem Encheliophiopsa
jenž v řiti sumýše je skrytý.
Nemá již pocity a city,
může si zpívat hejsa hopsa.
Tak spokojeně městem kráčí,
svou duši na řetěze veda:
I kdyby přepadli ho rváči
nepostihne ho žádná běda
neb bezduchost mu trpět nedá,
což ke štěstí mu zcela stačí.
Za své vrcholné literární dílo v předmluvě tohoto díla sám označil knihu ΆΣΤΡΟΝΑΥΤΙΛÍΑ, Astronautilía-Hvězdoplavba, netypický vědecko-fantastický román čítající přes 6500 veršů v homérské starořečtině s paralelním českým překladem. Tato kniha vyšla teprve krátce po jeho smrti.
Jeho ostatky jsou uloženy pod pomníkem od jeho syna Jana Pinkavy na vinohradském hřbitově v Praze.